# Torneo de Zúrich 2002
El Swisscom Challenge 2002 fue un torneo de tenis femenino, disputado del 13 al 20 de octubre de 2002. Fue un evento de categoría Tier I que se jugó en canchas de cemento en pistas cubiertas como preparativo para el campeonato de fin de año de la WTA. Fue la 19.ª edición del torneo y tuvo lugar en el Schluefweg en la ciudad suiza de Zúrich.

## Campeonas

### Individual femenino
Patty Schnyder venció a  Lindsay Davenport por 6–7(5–7), 7–6(10–8), 6–3

### Dobles femenino
Elena Bovina /  Justine Henin vencieron a  Jelena Dokic /  Nadia Petrova por 6–2, 7–6(7–2)